# Михаил (Козачинский)
Архимандрит Михаил (в миру — Мануил Иванович, по другим данным — Мануил Александров сын Козачинский; 1699, Ямполь, Брацлавское воеводство, Речь Посполитая — 4 августа 1755, Слуцк, Новогрудское воеводство, Речь Посполитая) — православный духовный и политический деятель Речи Посполитой, ритор и философ, префект Киевской духовой академии и архимандрит Слуцкого Свято-Троицкого монастыря, автор панегирических сочинений во славу императрицы всероссийской Елизаветы Петровны.

## Биография
Родился в Ямполе на Днестре в семье православной шляхты Речи Посполитой.
В отрочестве Мануил покинул Подольский край и перебрался в Киев, став подданным Российской империи.
В 1733 году окончил Киевский коллегиум. В 1736 году был рукоположён во священники и назначен ректором всех школ Белградско-Карловацкой митрополии.
Много путешествовал по славянским и германским землям, направлен митрополитом Киевским и Галицким Рафаилом Заборовским в Сербию, где заводил училища и своим произведением «Трагедіа, сиречь печальная повесть о смерти последняго царя сербскаго Уроша пятого и о падении Сербского царства» заложил основы местной драматургии. В 1739 году принял монашество. С 1739 по 1744 год был префектом Киевской академии, где преподавал философию на латинском языке.
Напечатал панегирик «Августейшей непобедимой Императрице» (Киев, 1744) и «Философиа Аристотелева» (Киев, 1745). Оба произведения написаны на трёх языках (русском, латинском и польском) и изобилуют тонкостями схоластического красноречия.
В 1746 году назначен архимандритом Выдубицкого монастыря в Киеве.
В 1748 году получил назначение архимандрита в Слуцком Троицком монастыре, в то время находившегося в землях Речи Посполитой, где и скончался в 1755 году.